# كونور غوردون
كونور غوردون (بالإنجليزية: Connor Gordon)‏ هو لاعب كرة قدم أمريكي في مركز الهجوم، ولد في 11 سبتمبر 1996 في شاطئ هنتنغتون في الولايات المتحدة. لعب مع Orange County SC ‏.